# 喜馬拉雅貓
喜馬拉雅貓（Himalayan）是一種原產於英國和北美的貓。牠出現於1924年，是暹羅貓和波斯貓的雜交。

## 特質
喜馬拉雅貓類似喜馬拉雅兔，因此命名為喜馬拉雅貓。眼睛藍色。喜馬拉雅貓不是活潑的貓，與人親近。融合了波斯貓的輕柔，暹羅貓的聰明。它有波斯貓的體態和長毛，暹羅貓的毛色和眼睛。它的性情介於暹羅貓和波斯貓之間。